# أليساندرو بيانكي (لاعب كرة قدم سان مارينوي)
أليساندرو بيانكي (بالإيطالية: Alessandro Bianchi)‏ هو لاعب كرة قدم سان مارينوي، ولد في 19 يوليو 1989 في سان مارينو. شارك مع منتخب سان مارينو لكرة القدم. أما مع النوادي، فقد لعب مع فولغوري فالتشانو.

## وصلات خارجية
- أليساندرو بيانكي على موقع الاتحاد الأوربي (الإنجليزية)
- أليساندرو بيانكي على موقع قاعدة بيانات كرة القدم.إي يو (الإنجليزية)
- أليساندرو بيانكي على موقع ناشيونال فوتبول تيمز (الإنجليزية)
- أليساندرو بيانكي على موقع Soccerway.com (الإنجليزية)